# Rejon puliński
Rejon puliński – jednostka administracyjna wchodząca w skład obwodu żytomierskiego Ukrainy.
Rejon został utworzony w 1935 roku. Jego powierzchnia wynosi 853 km², a ludność liczy około 23 tysięcy mieszkańców. Siedzibą władz rejonowych są Puliny (wcześniej Czerwonoarmijsk).
Na terenie rejonu znajduje się 1 osiedlowa rada i 19 rad wiejskich, obejmujących 62 wsie i 4 osady.

## Demografia
Skład narodowościowy rejonu w 2001 roku według ukraińskiego spisu powszechnego:
- Ukraińcy — 88,6%;
- Polacy — 8,9%;
- Rosjanie — 2%;
- pozostali – 0,5%[2].

## Miejscowości rejonu
- Andrijiwka (Андріївка)
- Babycziwka (Бабичівка)
- Berezowa Hat´ (Березова Гать)
- Biłka[3] (Білка)
- Budyszcze (Будище)
- Buriakiwka (Буряківка)
- Chodoriwka (Ходорівка)
- Cwitianka (Цвітянка)
- Czechiwci (Чехівці)
- Czerniawka (Чернявка)
- Czerwonosiłka (Червоносілка)
- Hruzływeć (Грузливець)
- Huta-Justyniwka (Гута-Юстинівка)
- Iwanowyczi (Івановичі)
- Jahodynka (Ягодинка)
- Jałyniwka (Ялинівка)
- Jaseniwka (Ясенівка)
- Jasna Polana (Ясна Поляна)
- Jasnohirka (Ясногірка)
- Julaniwka (Юлянівка)
- Kałynowyj Haj (Калиновий Гай)
- Kołodijiwka (Колодіївка)
- Korcziwka (Корчівка)
- Koszeliwka (Кошелівка)
- Kurne (Курне)
- Kurne (Курне)
- Łypiwka (Липівка)
- Martyniwka (Мартинівка)
- Mołodiżne (Молодіжне)
- Murawnia (Муравня)
- Myrne (Мирне)
- Narcyziwka (Нарцизівка)
- Neboriwka (Неборівка)
- Nowyj Zawod (Новий Завод)
- Nowyny (Новини)
- Olizarka (Олізарка)
- Oczeretianka (Очеретянка)
- Pawliwka (Павлівка)
- Pidlisne (Підлісне)
- Popławka (Поплавка)
- Puliny (Пулини)
- Pułyno-Huta (Пулино-Гута)
- Radećka Bolarka (Радецька Болярка)
- Radećke Budyszcze (Радецьке Будище)
- Rudokopy (Рудокопи)
- Skołobiw (Сколобів)
- Słobidka (Слобідка)
- Sokoliw (Соколів)
- Stara Ołeksandriwka (Стара Олександрівка)
- Stara Rudnia[4] (Стара Рудня)
- Staryj Majdan (Старий Майдан)
- Strybież (Стрибіж)
- Szeremetiw (Шереметів)
- Tartaczok (Тартачок)
- Teńkiwka (Теньківка)
- Tetirka (Тетірка)
- Trudowe (Трудове)
- Ułaszaniwka (Улашанівка)
- Użiwka (Ужівка)
- Wełykyj Łuh (Великий Луг)
- Wesełe (Веселе)
- Wesnianka (Веснянка)
- Wjazoweć (В'язовець)
- Wjunky (В'юнки)
- Wydumka (Видумка)
- Zełena Dibrowa (Зелена Діброва)
- Zełena Polana (Зелена Поляна)